# Годишнини от сватбата
Годишнината от сватбата е сватбена дата, на която са изминали точен брой години от голямото събитие и се празнува ежегодно, най-често със собствено име, ритуали и традиции. Всяка година годишнината от сватбата е време за запомняне между съпрузите, като традиционно е връчването на подарък или реализирането на възпоменателна дейност (като вечеря извън дома). В страните от Източна Европа са разпространени следните годишнини:
- 1 година – Памучна или басмяна сватба
- 2 години – Хартиена сватба
- 3 години – Кожена сватба
- 4 години - Ленена сватба
- 5 години – Дървена сватба
- 6 години – Чугунена сватба
- 7 години – Медна сватба
- 8 години – Тенекиена сватба
- 9 години – Фаянсова сватба (Сватба на лайката)
- 10 години – Оловна сватба (Сватба на розите)
- 11 години – Стоманена сватба
- 12 години – Никелова сватба
- 13 години – Дантелена сватба
- 14 години – Ахатова сватба
- 15 години – Стъклена (кристална) сватба
- 16 години – Топазена сватба
- 17 години – Розова сватба
- 18 години – Тюркоазена сватба
- 19 години – Гранатена сватба
- 20 години – Порцеланова сватба
- 21 години – Опалова сватба
- 22 години – Бронзова сватба
- 23 години – Берилова сватба
- 24 години – Атласова сватба
- 25 години – Сребърна сватба
- 26 години – Нефритена сватба
- 27 години – Червенодървена сватба
- 28 години – Паладиева сватба
- 29 години – Кадифена сватба
- 30 години – Перлена сватба
- 31 години – Слънчева сватба
- 33 години – Ягодова сватба
- 34 години – Кехлибарена сватба
- 35 години – Ленена сватба
- 37 години – Муселинена сватба
- 38 години – Живачена сватба
- 40 години – Рубинена сватба
- 42 години – Седефена сватба
- 44 години – Топазова сватба
- 45 години – Сапфирена сватба
- 46 години – Лавандулова сватба
- 47 години – Кашмирена сватба
- 48 години – Аметистова сватба
- 49 години – Кедрова сватба
- 50 години – Златна сватба
- 55 години – Изумрудена сватба
- 60 години – Диамантена сватба
- 65 години – Желязна сватба
- 67 години – Каменна сватба
- 70 години – Благодатна сватба
- 75 години – Коронна сватба
- 80 години – Дъбова сватба
- 90 години – Гранитна сватба
- 100 години – Червеноплатинена сватба

Отбелязаните с удебелен шрифт имат същите имена и в Скандинавските страни, Германия, Франция, Нидерландия, Англия и САЩ.
Годишнината от сватбата се празнува под формата на съкратена церемония на истинска сватба: среща с гости, връчване на подаръци, сватбен празник, поздравления, състезания и церемонии. Обикновено обстановката в тържеството е тясно свързана със символа на годишнината. Петата годишнина от сватбата – Дървена сватба – се празнува сред природата или в ресторант с национална кухня. Перлена сватба (30-та годишнина) – до язовир или езеро. Златната сватба трябва да се проведе точно по същия сценарий, както преди половин век.
На съпрузите се подаряват продукти, изработени от материала, който символизира годишнината от сватбата. Това могат да бъдат бижута, предмети от бита, интериорни предмети и така нататък. В някои случаи подаръците се избират въз основа на асоциативния ред със символа на годишнината от сватбата. На Чугунената сватба, символизираща не само самия метал, но и домашния комфорт, може да се дарят домакински уреди за почистване; подаръците за Ахатовата сватба може да имат религиозен акцент.
Годишнините обикновено се празнуват насаме, с изключение на годишнини 25, 50 и 75, когато има парти с гости. В източните страни (Китай, Япония) сватбените годишнини се честват според учението на нумерологията за успешни и неуспешни годишнини. Така че, според това учение, датите, кратни на четири, трябва да се празнуват шумно, с гости. А годишнините от сватбата, посветени на 11, 22 и 33 години от брака, трябва да се празнуват насаме.